# Bastón de combate
Bastón de combate (canne de combat en francés) es un arte marcial francés que utiliza un bastón de madera como arma.
El combate con bastones tiene sus orígenes en la Edad Media; fue practicado por nobles franceses en el siglo XIX como medio de defensa contrataques de forajidos. Las actuales reglas de combate fueron definidas por maestros de savate con el fin de poder ser enseñado y practicado como forma de defensa. Sin embargo, está cayendo en desuso.
El bastón de combate evolucionó del bastón de ayuda para la marcha en un aditamento al vestido masculino del siglo XIX, que ofrecía una ventaja importante en caso de combate.
El bastón mide 1,2 metros (4 pies).
Los orígenes de este sistema son tan antiguos que no se conocen, pero probablemente compartan raíces comunes con otros sistemas de lucha con bastón europeos como el quarterstaff británico, el Stockfechten alemán, el Jogo do Pau portugués, la makila vasca, la paliestra asturiana etc.

## Combate
Las peleas tienen lugar en un círculo: el bastón se sostiene con una mano, pero puede ser cambiado a la otra durante el combate. Los golpes son laterales o de arriba hacia abajo. No se permiten estocadas. Las zonas hacia donde puede dirigirse el golpe son las piernas, el pecho y la cabeza. Los combates se deciden por puntos; se toma en cuenta en el puntaje la posición corporal. Los golpes prohibidos restan puntos.